# Wysłuchanie publiczne

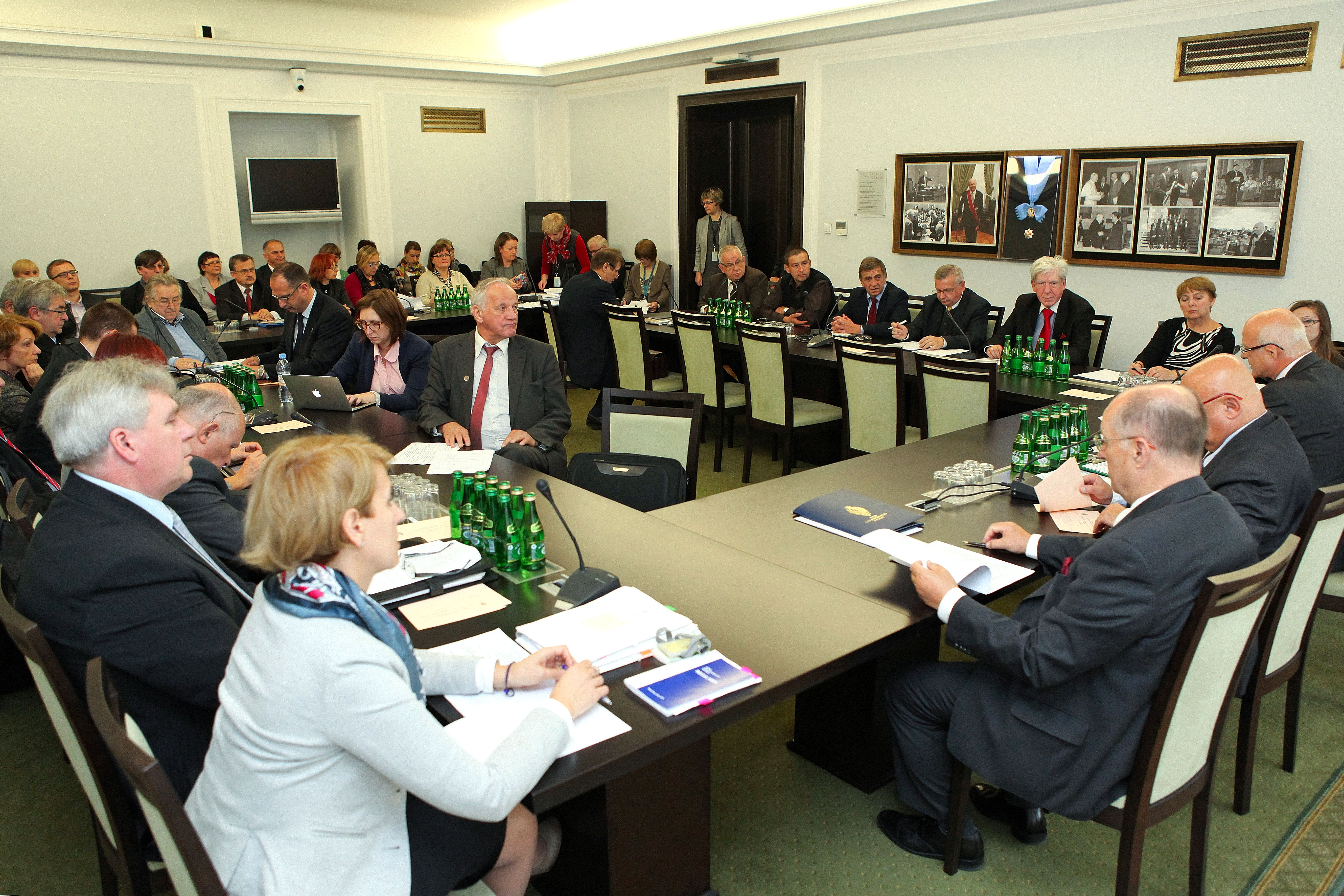
Wysłuchanie publiczne poświęcone projektowi ustawy o petycjach w Senacie RP (2013)

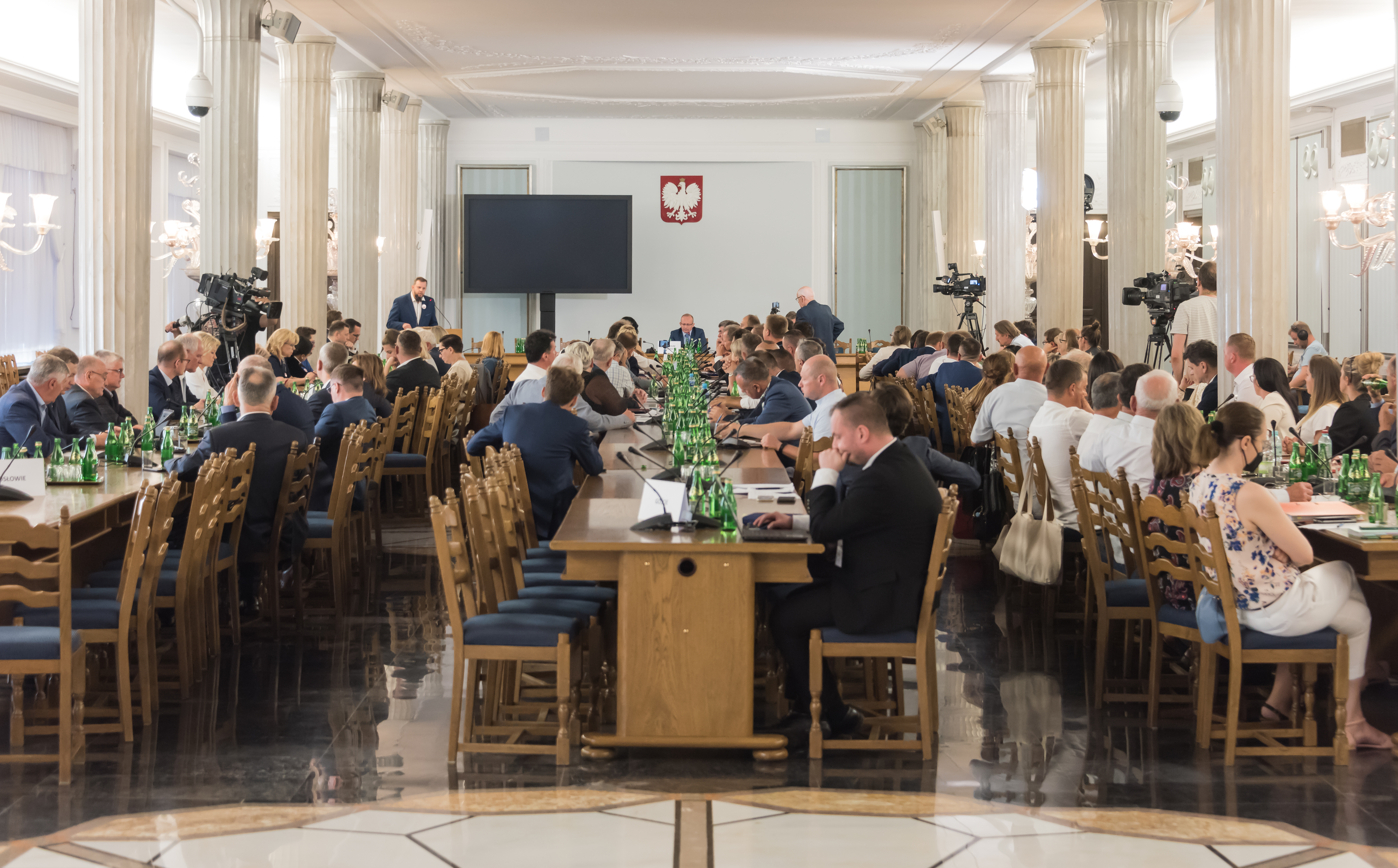
Wysłuchanie publiczne dotyczące rządowego projektu ustawy o zmianie ustawy o gospodarce nieruchomościami oraz niektórych innych ustaw zorganizowane przez Komisję Infrastruktury w Sali Kolumnowej w Sejmie (2022)

Wysłuchanie publiczne (ang. public hearing) – jedna z form bezpośredniego udziału obywateli w stanowieniu prawa. 

## Opis
Wysłuchanie publiczne to umożliwienie dojścia do głosu obywateli (podczas tworzenia prawa), którzy uważają, że będą pod jurysdykcją proponowanego prawa lub uważają, że ich głos podniesie poziom debaty.
Wysłuchanie publiczne jest bardzo często mylone z konsultacjami społecznymi. Jednak pomiędzy konsultacjami społecznymi a wysłuchaniem publicznym występują znaczące różnice. W odróżnieniu od konsultacji społecznych, wysłuchanie publiczne jest proceduralnie zabezpieczone przed manipulacją. Główne zabezpieczenia to: 
1. jawność – swobodny wstęp zainteresowanych osób i organizacji, obecność mediów, udostępnienie protokołów;
2. równość praw – podczas wysłuchiwania publicznego znany ekspert, przyjaciel polityków oraz zwykły obywatel z ulicy mają te same prawa (np. czas wypowiedzi);
3. szczegółowy protokół – dokumentuje przebieg dyskusji oraz zawiera informacje o osobach zabierających głos;
4. unormowane zasady prowadzenia wysłuchania publicznego, które wiążą zarówno jego uczestników, jak i organizatorów;
5. sformułowanie wniosków – obowiązkiem prowadzącego wysłuchanie publiczne jest krótkie opisanie dyskusji i wynikających z niej wniosków.

## Wysłuchanie publiczne w Polsce
We współczesnej Polsce po raz pierwszy procedura public hearing została zastosowana w 2005 przez Ministerstwo Zdrowia i dotyczyła dyskusji nad pomysłem depenalizacji obrotu tzw. narkotykami miękkimi.
Od lipca 2013, zgodnie z uchwałą Senatu Rzeczypospolitej Polskiej z 20 czerwca 2013 r., wysłuchanie publiczne mogą również przeprowadzać komisje senackie (art. 80 ust. 1b Regulaminu Senatu). Pierwsze wysłuchanie publiczne w Senacie odbyło się 8 października 2013 r. i było poświęcone projektowi ustawy o petycjach.
Do początku 2017 r. odbyło się w Sejmie trzydzieści wysłuchań, w trzech czwartych wysłuchania dotyczą projektów rządowych lub prezydenckich.
W tym samym czasie (tj. do 11 kwietnia 2017) komisje Sejmowe odrzuciły 61 wniosków o wysłuchanie publiczne.